# Ferdinand von Krogh
Ferdinand Christian Herman von Krogh (født 19. juli 1815 på Favervrå i Tyrstrup, død 19. juni 1891 i Minden, Hannover) var en dansk genealog, bror til Charlotte Christiane von Krogh.
Von Kroghs forældre var ritmester, senere amtmand og overstaller, kammerherre Godske von Krogh og hustru. Han blev student i Husum, immatrikuleredes 1833 ved Kiels Universitet, senere i München og tog 1841 slesvigsk juridisk eksamen i Kiel. 1846 blev han toldforvalter i Nordborg, 1851 landfoged og digegreve i Stapelholm samt præsident i Frederiksstad, men blev fordrevet under den 2. Slesvigske Krig og fik afsked 1864 og fik ikke senere noget embede. 
Allerede 1857 ønskede von Krogh at gå ind i politik og stillede i 1863 op til valg til Rigsrådet, men blev ikke valgt. Han afslog et tilbud fra D.G. Monrads om ministerporteføljen for Slesvig. Han hørte til dem, der indså "Nødvendigheden af Holstens Separation".
Han begyndte sin omfattende forfattervirksomhed med de genealogiske håndbøger Den højere danske Adel (1866) og De danske Majorater (1868), som i 1878 blev fulgt op af Dansk Adelskalender. Den sidste blev genstand for en skarp kritik af C.F. Bricka i Historisk Tidsskrift, 5. række, I, s. 669-692, men det må ikke glemmes, at von Kroghs værk var det første forsøg på at holde mandtal over adelen i en trykt publikation. Desuden var disse håndbøger grundlaget for den første årgang af Danmarks Adels Aarbog. 1870 skrev von Krogh en pjece om Den konstige Østersavl, 1874 Erinnerungen aus Griechenland, minder fra en rejse, han havde gjort sammen med udsendinge fra G.A. Gedalia & Co. 1878 udgav han Kai Lykke og 1882 en samling afhandlinger Historiske Minder. Han var hertug Carl af Glücksborg behjælpelig med hans mellemværende med den preussiske regering og udgav i den anledning 1874 Der ploensche Successionsvertrag og 1877 Beiträge zur älteren Geschichte des Hauses Holstein-Sonderburg. Han efterlod materiale til et større værk om huset Holsten-Gottorp, som hans arvinger solgte til storhertugen af Oldenburg.
Krogh blev kammerherre 1864, Ridder af Dannebrog 1860 og Kommandør af 2. grad 1882. Han døde ugift i Minden, hvor han er begravet.